# Begonia liesneri
Espèce
Begonia liesneri est une espèce de plantes de la famille des Begoniaceae.
Elle a été décrite en 2012 par Utley - Kathleen Burt-Utley et John F. Utley.